# Geografia przemysłu
Geografia przemysłu – dział geografii społeczno-ekonomicznej, nauka badająca strukturę przestrzenną przemysłu (w skali lokalnej, regionalnej, krajowej, międzynarodowej) oraz procesy czasowo-przestrzenne ją kształtujące.
Terminy z zakresu geografii przemysłu:
- lokalizacja przemysłu – przemysł – teorie lokalizacji zjawisk gospodarczych
- zakład – przedsiębiorstwo – koncern
- koncentracja przemysłu – ośrodek przemysłowy – okręg przemysłowy
- efekt mnożnikowy

Teorie, trendy i poglądy:
- Marshallowskie okręgi przemysłowe
- Klastry (grona) przedsiębiorstw